# Бляховня
Бляхо̀вня (на полски: Blachownia) е град в Южна Полша, Силезко войводство, Ченстоховски окръг. Административен център е на градско-селската Бляховненска община. Заема площ от 36,66 км2.

## Население
Според данни от полската Централна статистическа служба, към 1 януари 2014 г. населението на града възлиза на 9 839 души. Гъстотата е 268 души/км2.